# Gamma Film
Gamma Film è stata una società di distribuzione e doppiaggio.
Fondato dai fratelli Gino e Roberto Gavioli nel 1953 a Milano, lo studio produsse una grande quantità di spot pubblicitari con la tecnica dell'animazione per Carosello, diventando un importante punto di crescita di molti giovani disegnatori e talenti italiani, come Paolo Piffarerio, Adelchi Galloni, Carlo Peroni. Nello studio di Cinelandia a Cologno Monzese lavorarono sino a 200 disegnatori e tecnici, le cui attività non si limitavano alla sola dimensione pubblicitaria. Si distinse tra l'altro per la realizzazione della prima sigla in grafica computerizzata per la Rai, di quelle di Canzonissima e della Domenica Sportiva oltre che di una serie di film d'animazione.
Nella storia dell'animazione italiana i fratelli Gavioli hanno svolto funzione di pionieri nella sperimentazione di nuovi linguaggi espressivi, soluzioni grafiche e ricerche tecnologiche.

## Animazione per Carosello
Tra gli spot pubblicitari realizzati in quell'epoca vi sono:
- Ulisse e l'ombra per il caffè Hag (1959)
- Caio Gregorio er guardiano der pretorio per i tessuti Rhodiatoce (1960)
- Il Vigile, per il Brodo Lombardi (1961-1965)
- Babbut, Mammut e Figliut per materassi e pneumatici Pirelli (1961)
- Derby, il cavallo di vitaccia cavallina per i succhi di frutta Derby (1962)
- Capitan Trinchetto per l'acqua "Lora di Recoaro" (1965)
- Taca Banda, per i biscotti Doria (1968)
- Cimabue, per l'Amaro Dom Bairo (1972)
- Gringo, per la carne Montana (1966 - 1972)

## Corto e lungometraggi
Al culmine della sua prosperità lo studio impiegò sino a 150 disegnatori, diventando un importante punto di riferimento per l'animazione in tutta Europa.
- La lunga calza verde (realizzato nel 1961 in occasione del centenario dell'unità d'Italia, con la sceneggiatura di Cesare Zavattini. La parte grafica è stata curata da Giulio Cingoli e Paolo Piffarerio).
- Comitato italiano del Cotone (1965) sulla lavorazione dei filati in Italia; disegni di Adelchi Galloni e Franco Garrone. Vincitore della Palma d'oro al Festival Internazionale Pubblicitario di Cannes.
- La ballata del West (1967) con disegni di Adelchi Galloni.
- Putiferio va alla guerra del 1968.
- La Sfinge veneziana del 1969.
- Quando gli animali parlarono del 1970, coprodotto con gli Stati Uniti.
- Maria d'Oro e Bello Blue del 1973, coprodotto con la Germania Ovest e inedito in Italia.

## Chiusura dell'attività
Alla fine degli anni Novanta la Gamma Film dona macchinari, videoteca e archivi alla Fondazione Luigi Micheletti e al Museo dell'industria e del lavoro Eugenio Battisti di Brescia, dove si conservano, tra l'altro, i 110 spot di "Il vigile siculo e il troglodita veneto", i 118 episodi di Caio Gregorio, i 50 episodi di Pallina della "Famiglia Mammut, Babbut e Figliut", "Ulisse e l'Ombra", con "Sorbolik", "Oracolo e Tacabanda", il furbo "Capitan Trinchetto".
Nel 2009 è stata inaugurata a Rodengo-Saiano (BS) la Fabbrica del Cinema, in cui sono visibili molti reperti e documenti versati dalla Gamma Film.